# 남원서원초등학교
남원서원초등학교는 대한민국 전북특별자치도 남원시에 있는 공립 초등학교이다.

## 학교 연혁
- 1968.09.30 남원서초등학교 설립인가
- 1970.02.02 개교(12학급 편성)
- 1980.03.01 도교육청지정 종일교실 시범학교 운영
- 1993.03.01 죽동초등학교 흡수 통합
- 1996.03.01 남원서초등학교 개명
- 1997.03.01 도교육청지정 정보통신활용시범학교 운영
- 1999.03.01 남원서원초등학교 교명 변경
- 2001.03.01 도교육청지정 정보통신활용시범학교 운영
- 2002.09.28 남원서원초등학교 병설유치원 교사 신축
- 2004.03.01 주5일수업제 우선 시행학교 운영
- 2008.03.01 평생교육시범학교 운영
- 2014.02.14 제45회 졸업식 (졸업생 누계 1,983명)
- 2014.03.01 제17대 소을용 교장선생님 취임
- 2014.03.01 6학급 편성

## 참고 자료
- 남원서원초등학교 - 한국교육학술정보원 학교알리미